# District de Kondagaon
Le district de Kondagaon est un district de l'état du Chhattisgarh, en Inde,

## Géographie
Il a été créé en 2012 à partir du district de Bastar.
Son chef-lieu est la ville de Kondagaon. 